# Pokémon: DP Sinnoh League Victors-afsnit
Pokémon: DP Sinnoh League Victors er den trettende sæson af Pokémon og den sidste del af Pokémon Serien: Diamond and Pearl, en japansk anime-TV-serie, kendt i Japan under navnet Pocket Monsters Diamond & Pearl (ポケットモンスター ダイヤモンド&パール Poketto Monsutā Daiyamondo & Pāru). Den blev oprindeligt sendt i Japan på TV Tokyo fra den 7. januar 2010 til den 9. september 2010, og senere i Danmark på Disney XD fra den 28. februar 2011 til den 15. juni 2011. Den danske versionering er lavet af SDI Media og er baseret på den amerikanske udgave, som er produceret af The Pokémon Company.
Denne sæson omhandler den tiårige Pokémontræner Ash Ketchum (spillet af Mathias Klenske på dansk og af Rika Matsumoto på japansk) og hans elektriske partner-Pokémon Pikachus (spillet af Ikue Ōtani) eventyr, som de samler Styrkecenter-emblemer i den fiktive Sinnoh-region, så de kan deltage i det lokale Pokémonliga-stævne. Sammen med dem rejser de med Brock, som var tidligere Pewter Citys Styrkecenterleder og arbejder op til at blive en Pokemon Doktor og den unge Pokémonkoordinator Dawn, som hun deltager i Pokémonkonkurrencer for at vinde Bånd, så hun kan deltage i Sinnoh-regionens Grand Festival-turneringen. 
Dawn bliver nr 2 ved Sinnohs Grand Festival Turneringen efter hun tabte til sin Rival og gode ven og Mentor Zoey som vandt og fik titlen Top Koordinator og Ash endte i top 4 ved Sinnoh Ligaen efter han tabte i semifinalen til Tobias en virkelig stærk træner som besider de legendariske pokemoner Darkrai og Latios.
efter Sinnoh Ligaen rejser Ash og Brock hjem til Kanto Regionen og Dawn siger farvel til dem og Ash tager hjem til Pallet town og tænker over hvad han vil gøre som det næste og Brock tager hjem til pewter city og arbejder på at blive en Pokemon Doktor, Jessie, James og Meowth bliver kaldt tilbage til team rockets hovedkavter fordi deres boss Giovanni har en særlig opgave til dem.
Den første japanske intro, fremført af Fumie Akiyoshi, hedder "Den Bedste! - Everyday!" (サイコ・エブリディ! Saiko - Eburidei!), og den anden, fremført af Fumie Akiyoshi sammen med The Greatest Band, hedder "Den Bedste! - Everyday! (Band Version)" (サイコ・エブリディ! BAND VERSION Saiko - Eburidei! BAND VERSION). Den danske intro, skrevet af Trine Dansgaard og Uffe Hector fremført af Martin Preisler, som hedder "Det' Den Rette Ånd!", er baseret på den engelske intro af Adam Elk, "We Will Carry On!".

## Afsnit
| Nr. i serie | Nr. i sæson | Dansk titel Japansk titel | Japansk visning   | Dansk visning    |
| ----------- | ----------- | --- | ----------------- | ---------------- |
| 626         | 01          | "Hjem, kære hjem!" "Bakusō! Jibakoiru Tai Metagurosu!!" (爆走！ジバコイルVSメタグロス！！)                                                 | 7. januar 2010    | 28. februar 2011 |
| 627         | 02          | "Lærenemme Buizel!" "Unare Reitō Panchi! Buizeru Tai Bariyādo!!" (唸れれいとうパンチ！ブイゼルVSバリヤード！！)                            | 14. januar 2010   | 1. marts 2011    |
| 628         | 03          | "Maratonduel!" "Moe yo Kabigon! Pokesuron no Ōja!!" (燃えよカビゴン！ポケスロンの王者！！)                                                 | 21. januar 2010   | 2. marts 2011    |
| 629         | 04          | "Barndommens Dee Dee!" "Kaimaku! Pokemon Kontesuto, Asatsuki Taikai!!" (開幕！ポケモンコンテスト・アサツキ大会！！)                        | 28. januar 2010   | 3. marts 2011    |
| 630         | 05          | "Igen med samme mønt!" "Daburu Batoru! Tai Purasuru, Mainan!!" (ダブルバトル！VSプラスル・マイナン！！)                                    | 4. februar 2010   | 3. marts 2011    |
| 631         | 06          | "Med ild skal gløder bekæmpes!" "Baku Shinka! Gōkazaru!!" (爆進化！ゴウカザル!!)                                                           | 11. februar 2010  | 7. marts 2011    |
| 632         | 07          | "Kom så, Piplup!" "Potchama Hagureru!" (ポッチャマはぐれる！)                                                                              | 18. februar 2010  | 8. marts 2011    |
| 633         | 08          | "Flint slår knister!" "Shitennō Ōba to Jimu Rīdā, Denji!" (四天王オーバとジムリーダー・デンジ！)                                           | 25. februar 2010  | 10. marts 2011   |
| 634         | 09          | "Rakettårnet i Sunyshore!" "Liftoff! Nagisa Tower!!" (発進！ナギサタワー！！)                                                              | 4. marts 2010     | 10. marts 2011   |
| 635         | 10          | "En lærer på skolebænken!" "Umibe no Pokemon Sukūru!" (海辺のポケモンスクール！)                                                           | 11. marts 2010    | 11. marts 2011   |
| 636         | 11          | "I topform til Sky Forme!" "Tobe Sheimi! Sora no Kanata e!!" (飛べシェイミ！空の彼方へ！！)                                                | 18. marts 2010    | 1. marts 2011    |
| 637         | 12          | "Pokemon Ranger: Operation red Heatran!" "Pokemon Renjā! Hīdoran Kyūshutsu Sakusen!!" (ポケモンレンジャー！ヒードラン救出作戦！！)         | 18. marts 2010    | 28. marts 2011   |
| 638         | 13          | "En elite i forklædning!" "Shitennō Kikuno! Kabarudon Tai Dodaitosu!!" (四天王キクノ！カバルドンVSドダイトス！！)                          | 1. april 2010     | 2. marts 2011    |
| 639         | 14          | "En kongelig dag!" "Togekissu Mau! Ōjosama no Pokemon Kontesuto!!" (トゲキッス舞う！王女さまのポケモンコンテスト！！)                      | 1. april 2010     | 4. marts 2011    |
| 640         | 15          | "Yndefulde Togekiss!" "Togekissu! Kareinaru Batoru!!" (トゲキッス！華麗なるバトル！！)                                                     | 15. april 2010    | 4. marts 2011    |
| 641         | 16          | "Et voldsomt dobbelt Ditto-drama!" "Metamon Henshin Batoru! Honmono wa Dotchi~nyo!?" (メタモン・へんしんバトル！本物はドッチ～ニョ！？)    | 22. april 2010    | 7. marts 2011    |
| 642         | 17          | "Sidste udkald — første runde!" "Gurando Fesutibaru Kaimaku! Honō to Kōri no Āto!!" (グランドフェスティバル開幕！炎と氷のアート！！)       | 29. april 2010    | 9. marts 2011    |
| 643         | 18          | "Modsætninger mødes, og hård kamp opstår!" "Manmū, Pachirisu! Kimero Kōri no Shanderia!!" (マンムー、パチリス！決めろ氷のシャンデリア！！) | 6. maj 2010       | 9. marts 2011    |
| 644         | 19          | "Festivalringen sluttes!" "Semifainaru! Kesshō e Susumu no wa!?" (セミファイナル！決勝へ進むのは！？)                                      | 13. maj 2010      | 10. marts 2011   |
| 645         | 20          | "En stor kamp at vinde!" "Ketchaku Raibaru Taiketsu! Hikari Tai Nozomi!!" (決着ライバル対決！ヒカリVSノゾミ！！)                           | 20. maj 2010      | 2. april 2011    |
| 646         | 21          | "I kærligheden til Meowth!" "Sayonara Roketto-dan! Nyāsu no Koi!?" (さよならロケット団！ニャースの恋！？)                                  | 27. maj 2010      | 3. april 2011    |
| 647         | 22          | "Sinnoh-verdenens ottende vidunder!" "Dengeki Batoru! Saigo no Bajji!!" (電撃バトル！最後のバッジ！！)                                     | 3. juni 2010      | 9. april 2011    |
| 648         | 23          | "Fire veje skiltes i en Pokémon-havn!" "Satoshi Tai Kengo! Sorezore no Funade!!" (サトシVSケンゴ！それぞれの船出！！)                      | 10. juni 2010     | 10. april 2011   |
| 649         | 24          | "Bucks sjældne skat!" "Torejā Hantā – Baku to Yajiron!" (トレジャーハンター・バクとヤジロン！)                                             | 17. juni 2010     | 16. april 2011   |
| 650         | 25          | "En gammel familieblanding!" "Nessen Zen'ya! Satoshi no Pokemon Daishūgō!!" (熱戦前夜！サトシのポケモン大集合！！)                         | 24. juni 2010     | 17. april 2011   |
| 651         | 26          | "Ligaen er i gang!" "Kaimaku! Shin'ō Rīgu – Suzuran Taikai!!"                                                                              | 1. juli 2010      | 30. april 2011   |
| 652         | 27          | "Paul mod Barry!" "Shin'ō Rīgu San Kaisen! Shinji Tai Jun!!" (シンオウリーグ三回戦！シンジ対ジュン！！)                                    | 15. juli 2010     | 1. maj 2011      |
| 653         | 28          | "Det rigtige træk!" "Kyōfu no Torikku Rūmu! Satoshi Tai Kōhei!!" (恐怖のトリックルーム！サトシ対コウヘイ！！)                              | 22. juli 2010     | 21. juli 2011    |
| 654         | 29          | "Deja-vu!" "Raibaru Kessen! Satoshi Tai Shinji!!" (ライバル決戦！サトシ対シンジ！！)                                                       | 5. august 2010    | 15. maj 2011     |
| 655         | 30          | "Rasende rivaler!" "Gekitō Furu Batoru! Satoshi Tai Shinji!!" (激闘フルバトル！サトシ対シンジ！！)                                         | 12. august 2010   | 18. maj 2011     |
| 656         | 31          | "Et fjendskab tør op!" "Ketchaku Raibaru Batoru! Satoshi Tai Shinji!!" (決着ライバルバトル！サトシ対シンジ！！)                            | 19. august 2010   | 25. maj 2011     |
| 657         | 32          | "En grænse for semifinalen!" "Shin'ō Rīgu Junkesshō! Dākurai Tōjō!!" (シンオウリーグ準決勝！ダークライ登場！！)                            | 26. august 2010   | 1. juni 2011     |
| 658         | 33          | "Her er Brockster!" "Pokemon Dokutā – Takeshi!" (ポケモンドクター・タケシ！)                                                               | 2. september 2010 | 8. juni 2011     |
| 659         | 34          | "Lyksalig er den der mindes!" "Omoide wa Pāru! Yūjō wa Daiyamondo!!" (思い出はパール！友情はダイヤモンド！！)                              | 9. september 2010 | 15. juni 2011    |

## Stemmer
| Karakter    | Japansk            | Dansk                |
| ----------- | ------------------ | -------------------- |
| Ash Ketchum | Rika Matsumoto     | Mathias Klenske      |
| Pikachu     | Ikue Ōtani         | Ikue Ōtani           |
| Brock       | Yūji Ueda          | Peter Holst-Beck     |
| Dawn        | Megumi Toyoguchi   | Annevig Schelde Ebbe |
| Jessie      | Megumi Hayashibara | Ann Hjort            |
| James       | Shinichiro Miki    | Thomas Kirk          |
| Meowth      | Inuko Inuyama      | Peter Zhelder        |
| Fortæller   | Unshō Ishizuka     | Torben Sekov         |

## Hjemmeudgivelser
I Japan er sæsonen blevet fuldt udgivet til udlejning, men købeudgivelser er begrænset til visse afsnit. Sæsonen har fået en komplet hjemmeudgivelse på engelsk i USA og Australien.
I Danmark har denne sæson ikke set nogen form for hjemmeudgivelse.